# Большинство
Большинство́ — бо́льшая часть чего-либо.
Необходимо учитывать, что понятие «большинство» тождественно понятию «больше половины чего-либо» исключительно в случае прямого или косвенного определения (рассмотрения) 2 частей от чего-либо.
В конституционном праве понятие большинство используется в связи с проведением различных голосований.
Для принятия решения или выбора кандидата путём голосования может быть достаточно так называемого «простого большинства» от числа избирателей или числа проголосовавших, обычно при условии, что явка избирателей превышает некую минимальную процентную норму, или число заседающих превышает установленный кворум.
Во многих демократических системах такой вариант большинства голосов даёт кандидату победу в первом туре.
При других вариантах для принятия решения требуются абсолютное большинство, большинство от всех зарегистрированных избирателей. Поскольку такое большинство голосов сложнее набрать, эта схема используется для более серьёзных решений.
Близкое понятие — квалифицированное большинство, то есть высокая абсолютная доля, например ⅔ или ¾.

## Большинство в избирательном праве
Большинство — понятие конституционного права, используемое при проведении различных форм голосования. В избирательном праве принято различать абсолютное, простое, относительное и квалифицированное большинство.
Абсолютным считается большинство, составляющее более 50 % голосов от общего числа избирателей, или депутатов, установленного Конституцией или законами. То есть общее число — конституционное число. Такое большинство требуется при принятии Госдумой законов или решений, относительно их материальной компетенции.
Простое большинство представляет собой набор кандидатом превышение половины голосов избирателей, принимающих участие в голосовании. Как правило, состоявшимися считаются выборы, когда в голосовании приняло участие более половины лиц, внесенных в избирательные списки. В результате «простое большинство» в таком случае означает, что избранный получил 25 % и плюс один голос от общего числа избирателей. Такое правило действует, например, при выборах президентов. Второе значение обозначает принятие решения большинством голосов присутствующих на заседании или даже большинством голосов принявших участие в голосовании. В основном такая форма принятия решений применяется при обсуждении процедурных вопросов.
Относительным большинством считается число голосов победившего кандидата, за которого проголосовало больше избирателей, чем за соперника. Здесь действует принцип относительности, отсюда и название. Такой принцип применяется при выборе депутатов по территориальным избирательным округам. Неважно, на сколько больше голосов получил победитель, важно, что больше, чем его соперники. Выборы могут считаться несостоявшимися в том случае, когда менее 25 % избирателей приняло участие в голосовании. Метод относительно большинства используется при определении путем голосования предпочтения одного из предложенных вариантов разрешения обсуждаемого вопроса.
Квалифицированным считается большинство, когда кандидат избирается самым высоким числом избирателей, отдавших за него свои голоса, например, ⅔, ¾, от общего числа избирателей или числа избирателей, участвовавших в голосовании. Квалифицированное большинство требуется, например, для того, чтобы преодолеть вето президента, наложенное на принятый Госдумой закон. Если Госдума настаивает на своем, то она должна получить не менее ⅔ голосов. Для принятия конституционных законов требуется не менее ¾ голосов.